# 泉山塁威
泉山 塁威（いずみやま るい、1984年（昭和59年）9月30日 - ）は、日本の建築学者（都市研究）・都市戦術家・プレイスメイカー・都市計画家。
学位は、博士（工学）（明治大学・2015年）。
日本大学理工学部建築学科准教授 都市計画研究室（泉山ゼミ）主宰。一般社団法人ソトノバ共同代表理事。一般社団法人エリアマネジメント・ラボ共同代表理事。
認定准都市プランナー（プロジェクトマネジメント・エリアマネジメント）。

## 概要
専門は、都市計画・都市デザイン。都市経営、エリアマネジメント、パブリックスペース、タクティカル・アーバニズムやプレイスメイキング、ウォーカブルシティ、ストリートデザイン・マネジメント、街路、道路、パークマネジメント、公園、広場、低未利用地、アイレベル、アクティビティ、都市再生、中心市街地再生などの研究・実践・メディア運営に関わる。

## 略歴
北海道生まれ、埼玉県本庄市出身。2003年、私立札幌日本大学高等学校卒業。2007年、日本大学理工学部建築学科卒業。2009年、日本大学大学院理工学研究科不動産科学専攻博士前期課程修了。
2009−2012年、アルキメディア設計研究所。2009年ー、特定非営利活動法人まちづくりデザインサポート、2012−2015年、明治大学理工学部建築学科助手、2014−2018年、一般社団法人パブリック・プレイス・パートナーズ共同代表理事、2015年、明治大学大学院理工学研究科建築学専攻博士後期課程修了、2016-2017年、明治大学理工学部建築学科助教、2017−2020年、東京大学先端科学技術研究センター助教、2017−2020年、アーバンデザインセンター大宮（UDCO）ディレクター、2018年ー、一般社団法人ソトノバ共同代表理事（法人名改称）、2019年ー、PlacemakingX Regional Network Leader, Asia, Japan、2020−2023年、日本大学理工学部建築学科助教、2020年ー、一般社団法人エリアマネジメント・ラボ共同代表理事などを経て、2023年ー、日本大学理工学部建築学科准教授。

## 著書

### 監修
- タクティカル・アーバニズム・ガイド 市民が考える都市デザインの戦術[19]（マイク・ライドン, アンソニー・ガルシア著, 大野千鶴翻訳, 泉山塁威, ソトノバ監修、晶文社、2023年、ISBN＝978-4794973573）

### 編著
- タクティカル・アーバニズム: 小さなアクションから都市を大きく変える[20]（編著、学芸出版社、2021年）
- エリアマネジメント・ケースメソッド: 官民連携による地域経営の教科書[21]（編著、学芸出版社、2021年）
- 楽しい公共空間をつくるレシピ プロジェクトを成功に導く66の手法[22]（編著、ユウブックス、2020年）

### 共著
- 都市科学事典[23] （共著、春風社 2021年3月8日 (ISBN: 4861107342)
- 図解パブリックスペースのつくり方 : 設計プロセス・ディテール・使いこなし[24]（共著、学芸出版社 2021年2月 (ISBN: 9784761532697)）
- The City at Eye Level Asia [25]（共著、STIPO PUBLISHING 2020年）
- アナザーユートピア: 「オープンスペース」から都市を考える[26] （共著、NTT出版社 2019年3月）
- ストリートデザイン・マネジメント: 公共空間を活用する制度・組織・プロセス[27] （共著、学芸出版社 2019年3月 (ISBN: 4761526998)）
- 初めて学ぶ 都市計画(第二版) [28]（共著、市ケ谷出版社 2018年3月）
- 市民が関わるパブリックスペースのデザイン 姫路市における市民・行政・専門家の創造的連携[29] （共著、エクスナレッジ 2015年5月）

## 受賞
- 2022年　第45回日本大学理工学部学術賞 学会・協会賞３点[30] 日本大学理工学部
- 2022年　Area Management Research Award 2022 研究報告部門[31] 「エリアマネジメント団体による「エリアビジョン」の策定プロセス及び将来像実現に向けた取り組みの傾向 －全国35エリアビジョンの分析－」 エリアマネジメント研究交流会（全国エリアマネジメントネットワーク、UDCネットワーク、日本都市計画学会エリアマネジメント人材育成研究会）
- 2022年　マチミチコンペin大宮ウォーカブルシティ 入賞[32] Connect ~”大宮らしさ”で生む繋がり~ さいたま市
- 2021年　グッドデザイン賞 路上駐車スペース活用の普及啓発活動 [Park(ing)Day Japan][33] 公益財団法人日本デザイン振興会
- 2021年　グッドデザイン賞2021 公共空間の変革に向けた普及啓発 [プレイスメイキングのムーブメント化：「プレイスゲーム」と「プレイスメイキングウィーク」] [34]公益財団法人日本デザイン振興会
- 2014年　黒石市「こみせ」再生提案競技 保全修理部門 優秀賞 こみせマネジメントのデザイン~循環型マネジメントによる「こみせ再生」手法~ 黒石市
- 2013年　学生まちづくりコンペティション2013 商品企画部門 優秀賞 neo Marche. (ネオマルシェ)[1] （株）まちづくりとやま
- 2007年　第9回提案競技「美しくまちをつくる、むらをつくる」まちづくり提案の部 神崎町長賞 「ママまちづくり」[30] （社）日本建築学会関東支部

## 活動
- 2009−2015 姫路駅北駅前広場整備プロジェクト[35]（兵庫県姫路市）
- 2010-2011 高梁市歴史的風致維持向上計画[36]（岡山県高梁市）
- 2014−2015 池袋駅東口グリーン大通りオープンカフェ社会実験（2014、2015春）[37][38][39]（東京都豊島区）
- 2015 池袋駅東口グリーン大通りオープンカフェ社会実験＆GREEN BLVD MARKET[40][41]（東京都豊島区）
- 2015- ソトノバ[5]
- 2015-2016 FLAT PARKあつぎ・サードプレイス社会実験[42][43]（神奈川県厚木市）
- 2017 Park(ing)day:パーキングデー大宮 [44]（埼玉県さいたま市）
- 2017-2018 渋谷中央街フェス2017・2018・アクティビティ調査プロジェクト[45]（東京都渋谷区）
- 2017 丸の内仲通り利活用アイデア実験祭[46][47]（東京都千代田区）
- 2017-2018 神田警察通り賑わい社会実験2017[48][49]（アクティビティ調査・コーディネート）（東京都千代田区）
- 2017-2018 美園マチなかロビー・滞留空間創出社会実験[50][51]（アクティビティ調査）（埼玉県さいたま市浦和美園）
- 2017-2018 Shinjuku Street Seats[52][53][54]（パークレット定義・アクティビティ調査）（東京都新宿区）
- 2018- 竹芝ミライズ[55]（東京都港区）
- 2018 Park(ing)day2018沼津[56] （静岡県沼津市）
- 2018 パブリックライフフェスさいたま新都心2018[57][58]（埼玉県さいたま市・さいたま新都心地区）
- 2018−2019 さいたま新都心エリアマネジメント検討プロジェクト[59]（埼玉県さいたま市・さいたま新都心地区）
- 2019 Park(ing)day2019渋谷宮益坂[60][61][62][63]（東京都渋谷区）
- 2019 Tactical Urbanism Japan 2019[64][65][66][67][68][69][70]
- 2020 ストリートデザインガイドライン―居心地が良く歩きたくなる街路づくりの参考書―（バージョン１．０）[71] 国土交通省都市局,道路局
- 2020 Park(ing)Day2020[72][73]
- 2021 Placemaking Week JAPAN 2021[74][75]
- 2021 Park(ing)Day2021神田[76][77]（東京都千代田区）
- 2021 南池袋二丁目B地区アーバンデザインプロジェクト研究成果報告書[78]
- 2021 プレイス・ゲーム｜プレイスメイキング・ガイド[79]
- 2021 Park(ing)Dayガイド[80]
- 2021 中野駅周辺エリアマネジメント研究会 研究成果報告書[81]（東京都中野区）
- 2022 竹芝Marine-Gateway Minatoビジョン[82]（東京都港区）
- 2022 ササハタハツエリアビジョンブック[83]（東京都渋谷区）
- 2022 街なかマネジメント事業（プレイスメイキングうつのみや）支援業務報告書[84]
- 2022 ストリートライフお茶の水[85][86][87]（東京都千代田区）
- 2022 令和３年度下田市における歩車共存によるウォーカブルなまちの調査研究業務調査報告書[88]
- 2023 千代田区エリアマネジメント活動推進ガイドライン　まちでのアクションを攻略しよう！[89]（東京都千代田区）
- 2023 たちきたビジョンブック TACHIKAWA NORTH AREA MANAGEMENT VISION Ver.0.5（東京都立川市）
- 2023 中野駅周辺エリアマネジメントビジョン[90]（東京都中野区）
- 2023 プレイスメイキング三軒茶屋2022年度活動報告書[91]（東京都世田谷区）